# هيتوشي هيس
هيتوشي هيس (باليابانية: 長谷等) هو مجدف ياباني، ولد في 22 ديسمبر 1973 في إيشيكاوا في اليابان.

## وصلات خارجية
- هيتوشي هيس على موقع الاتحاد الدولي للتجديف (الإنجليزية)
- هيتوشي هيس على موقع اللجنة الأولمبية الدولية (الإنجليزية)
- هيتوشي هيس على موقع أوليمبيديا (الإنجليزية)